# Paul de Martigny
Paul de Martigny était un écrivain et journaliste québécois né en 1874 et décédé en 1951.
Il est l'un des fondateurs de l'École littéraire de Montréal, les premières réunions se tenant chez lui. Il a été journaliste au journal La Patrie.

## Œuvres
- 1907 - La Tiare de Salomon (avec Raphaël Viau)
- 1925 - Mémoires d'un reporter
- 1945 - Un grand écrivain
- 1945 - La Vie aventureuse de Jacques Labrie
- 1946 - L'Envers de la guerre
- 1947 - Les Mémoires d'un garnement

## Honneurs
- 1926 - Prix David